# بنیاد تحقیقات دانش‌آموختگان ویسکانسین
بنیاد تحقیقات فارغ التحصیلان ویسکانسین (انگلیسی: Wisconsin Alumni Research Foundation) یک سازمان انتقال فناوری غیرانتفاعی مستقل در خدمت دانشگاه ویسکانسین-مدیسون و انستیتوی تحقیقات مورگریج است. این مرکز از تحقیقات قابل توجهی برخوردار است و هر ساله ده‌ها میلیون دلار به دانشگاه اعطا می‌کند و به «ارتقاء فناوری» دانشگاه کمک می‌کند. این بنیاد از دریافت‌کنندگان مدال ملی فناوری است.